# Номы Греции
Но́мы (префектуры; греч. νομοί, ед. ч. νομός) — упразднённые (с 1 января 2011 года согласно Программе Калликратиса) административные единицы второго уровня Греции. В результате реформ номы стали периферийными единицами (греч. περιφερειακές ενότητες) в составе периферий (административных регионов); границы периферийных подразделений в основном, но не всегда, совпадают с границами номов.

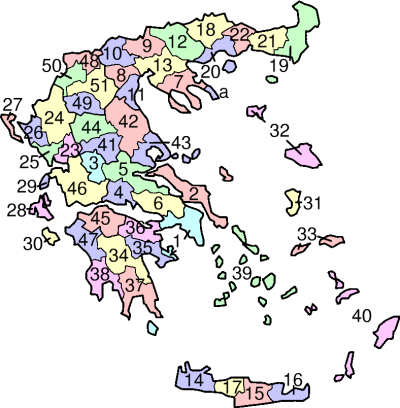
Префектуры Греции

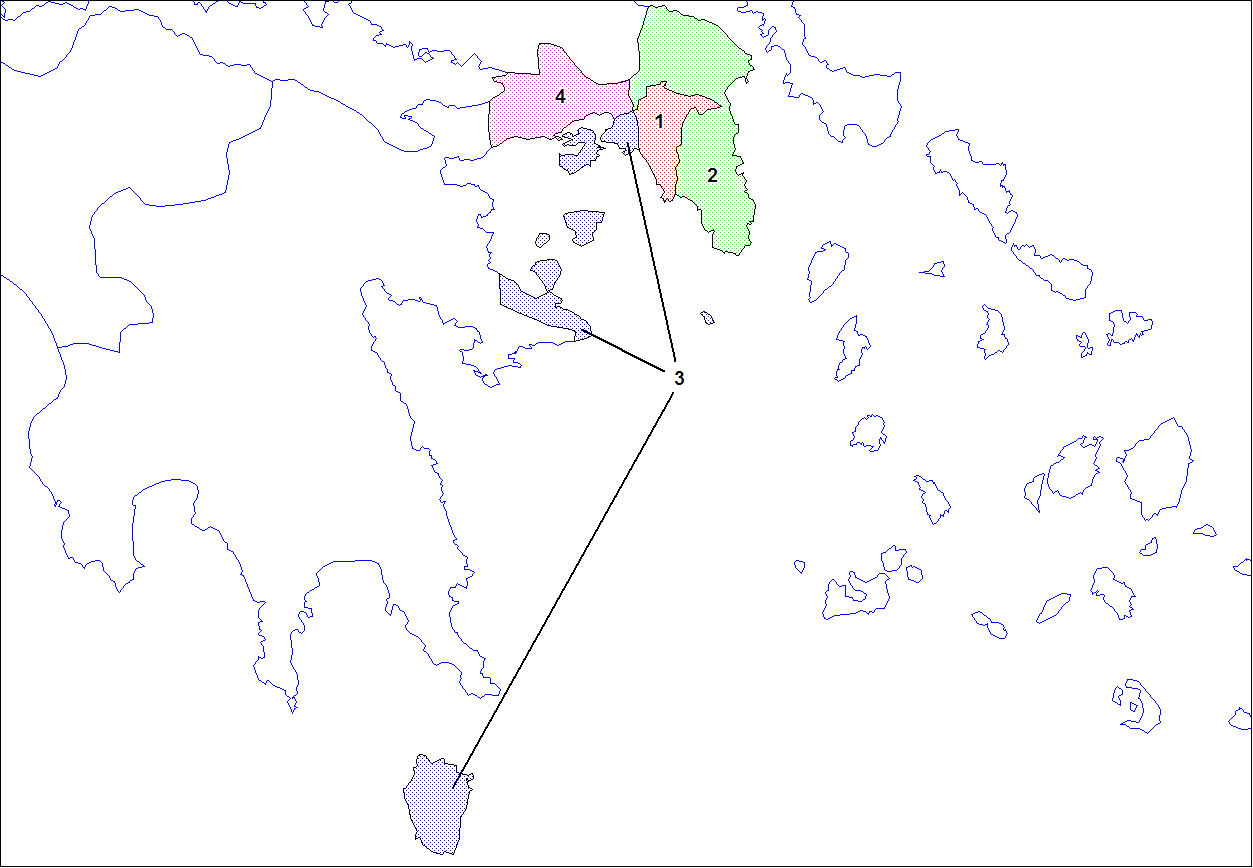
Провинция Аттика

Ниже перечислены все номы (префектуры) Греции по их расположению в административных округах и согласно нумерации на карте.

## Аттика
1. Аттика — на карте префектур (номов) Аттика указана под одним номером для удобства отображения. На самом деле она разделена на 4 нома (номархии), показанные на карте ниже:
1.1. Афины
1.2. Восточная Аттика
1.3. Пирей
1.4. Западная Аттика

## Центральная Греция
2. Эвбея 

3. Эвритания 

4. Фокида 

5. Фтиотида 

6. Беотия

## Центральная Македония
7. Халкидики 

8. Иматия 

9. Килкис 

10. Пелла 

11. Пиерия 

12. Серре 

13. Салоники

## Крит
14. Ханья 

15. Ираклион 

16. Ласити 

17. Ретимнон

## Восточная Македония и Фракия
18. Драма 

19. Эврос 

20. Кавала 

21. Родопи 

22. Ксанти

## Эпир
23. Арта 

24. Янина 

25. Превеза 

26. Теспротия

## Ионические острова
27. Керкира (Корфу) 

28. Кефалиния 

29. Лефкас 

30. Закинф

## Северные Эгейские острова
31. Хиос 

32. Лесбос 

33. Самос

## Пелопоннес
34. Аркадия 

35. Арголида 

36. Коринфия 

37. Лакония 

38. Мессиния

## Южные Эгейские острова
39. Киклады 

40. Додеканес

## Фессалия
41. Кардица 

42. Лариса 

43. Магнисия 

44. Трикала

## Западная Греция
45. Ахайя 

46. Этолия и Акарнания 

47. Илия

## Западная Македония
48. Флорина 

49. Гревена 

50. Кастория 

51. Козани

## Афон
Автономный регион, на карте обозначен символом «а».